# Fieberiella gemelina
Fieberiella gemelina är en insektsart som beskrevs av Dlabola 1965. Fieberiella gemelina ingår i släktet Fieberiella och familjen dvärgstritar. Inga underarter finns listade i Catalogue of Life.